# Mathew B. Brady

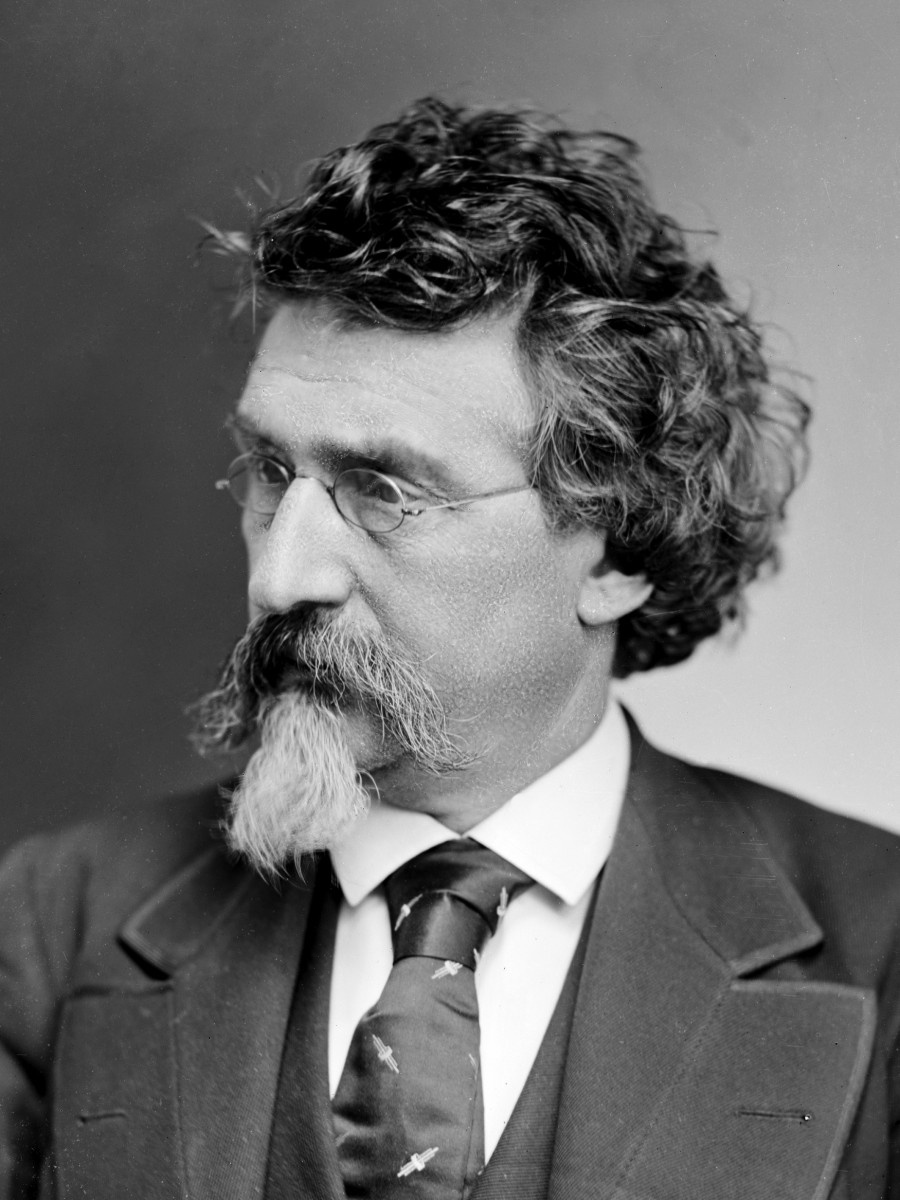
M. Brady, ok. 1875

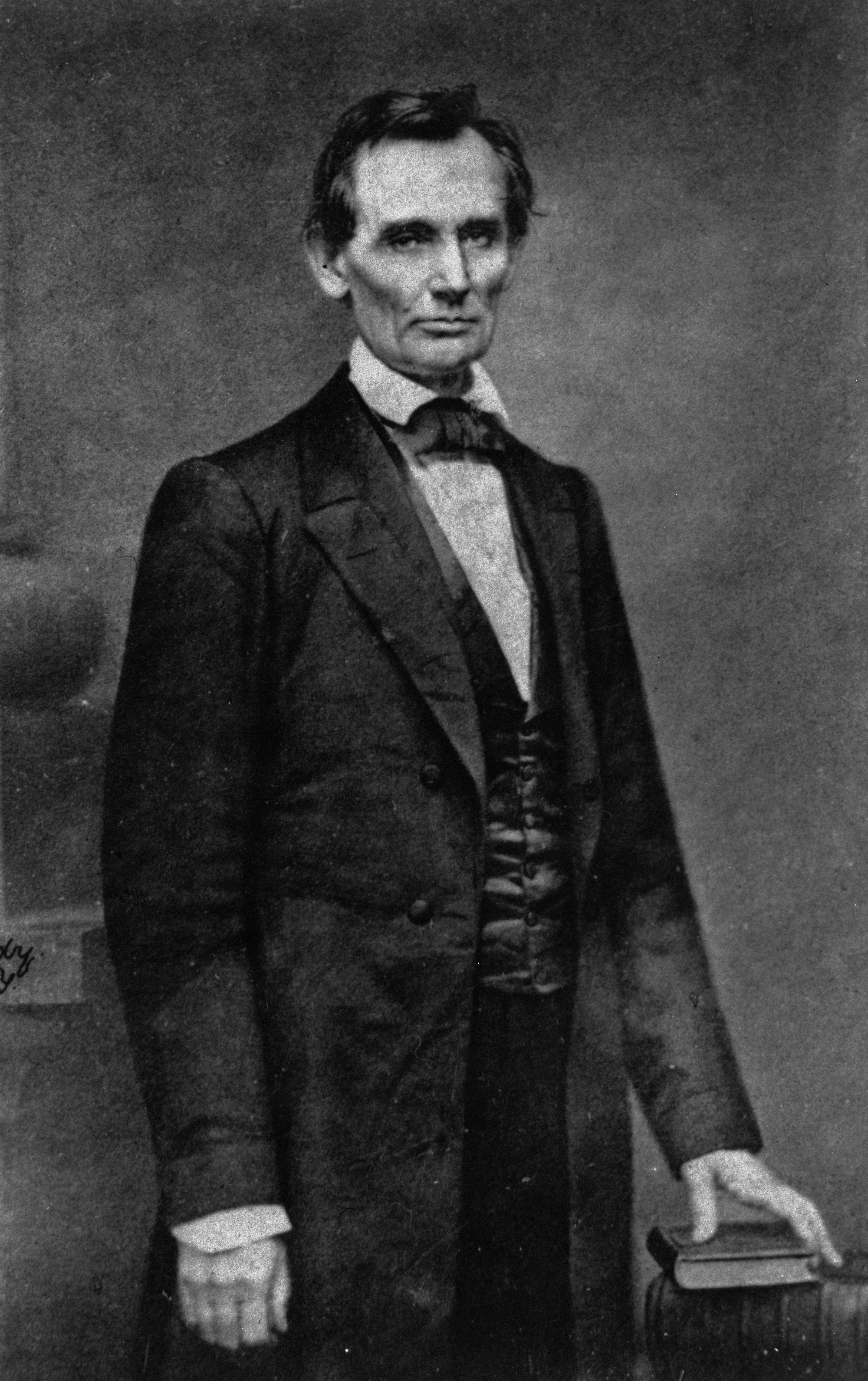
M. Brady, Abraham Lincoln, 1860

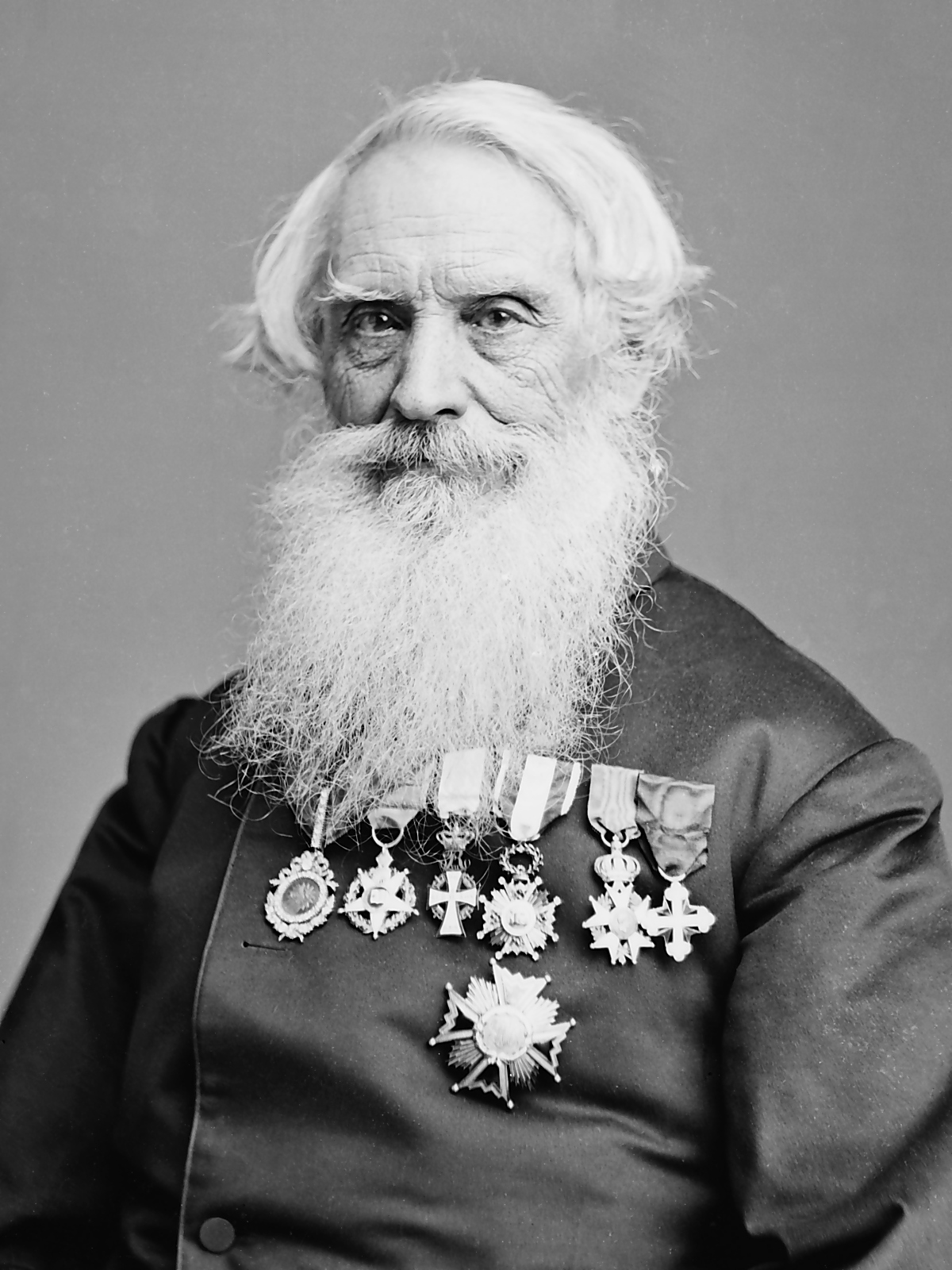
M. Brady, Samuel Morse, ok. 1865-1880

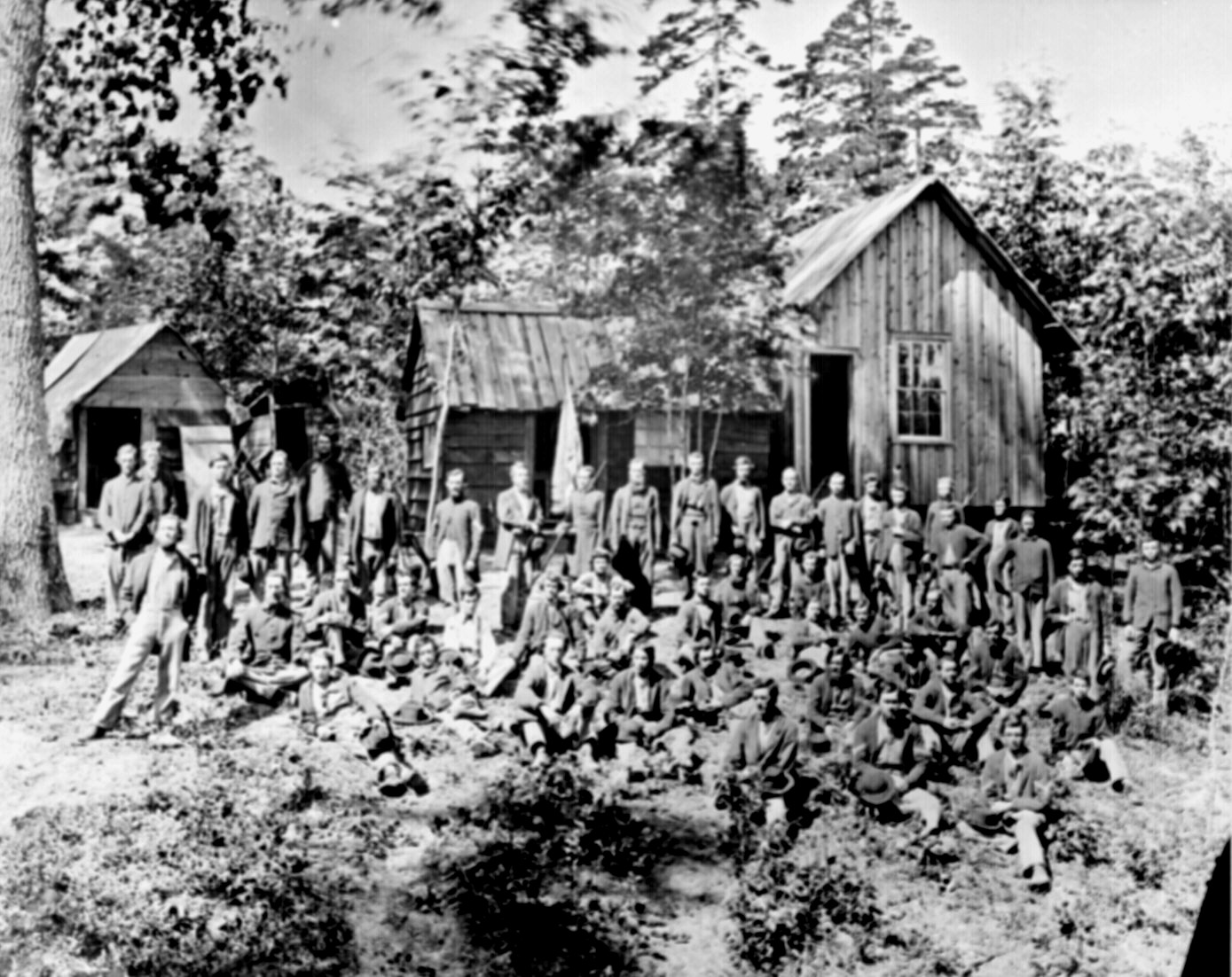
M. Brady, The 21st Michigan Infantry, a company of Sherman’s veterans, 1860-1865

Mathew B. Brady (ur. ok. 1822 w hrabstwie Warren w stanie Nowy Jork, zm. 16 stycznia 1896) – amerykański fotograf, autor portretów amerykańskich osobistości (w tym prezydentów, zwłaszcza Abrahama Lincolna) i zdjęć z wojny secesyjnej.

## Fotografia portretowa
Był najmłodszym z trojga dzieci małżeństwa imigrantów irlandzkich, Andrew i Julie Brady. W wieku 16 lat wyjechał do Saratogi, gdzie poznał znanego portrecistę Williama Page’a i został jego uczniem. W trakcie tej nauki u Page’a wyjechał w roku 1839 do Albany i do Nowego Jorku, gdzie poznał wcześniejszego nauczyciela Page’a Samuela Morse’a, który podczas pobytu we Francji tego właśnie roku poznał Louisa Jacques’a Daguerre’a i był pełen entuzjazmu dla dagerotypii, jego metody utrwalania rzeczywistości. Morse stał się centrum nowojorskiej kolonii artystycznej, która postawiła sobie za cel zgłębienie tajników fotografii. W 1840 Mathew Brady przeniósł się do Nowego Jorku i stał się jednym z pierwszych uczniów Morse’a. Cztery lata później otworzył tam własne studio fotograficzne, wykonujące portrety. Jego studio stało się jednym z najważniejszych w mieście, odwiedzanym przez sławnych polityków, pisarzy, aktorów i duchownych. Pozwoliło mu to nawiązać znajomości w tych kręgach. Portrety te wieszał w swoim studiu, przyciągając tym samym rzesze klientów. Z czasem przeniósł się do większego i bogato urządzonego studia na Broadwayu.
Ze względu na słaby wzrok, przy wykonywaniu zdjęć Brady często korzystał z pomocy współpracowników (np. Alexandra Gardnera), a sam jedynie ustawiał i zabawiał modeli. Najczęściej na zdjęciach ukazywani są do pasa i zwróceni lekko pod kątem do aparatu. Początkowo nie towarzyszyły im żadne rekwizyty, ale z czasem Brady do portretów studyjnych zaczął włączać krzesło, stół, zasłonę, kolumnę itp. Poznawszy Juliet Handy (którą poślubił w 1851 r.), przeniósł swoje studio w roku 1848 do Waszyngtonu. Zamierzał do niego przyciągnąć członków Izby Reprezentantów i Senatu. Wykonał tam podobizny m.in. prezydenta Zachary’ego Taylora, ale całe przedsięwzięcie okazało się nieopłacalne ze względu na wysokie koszty i konkurencję. Ponownie studio w stolicy otworzył 10 lat później, a jego prowadzenie powierzył Gardnerowi.
Brady wydał zbiór pt. The Gallery of Illustrious Americans, zawierający litografie wykonane na podstawie jego dagerotypów znanych osobistości. Jego fotografie szeroko reprodukowane były w formie drzeworytów w prasie, w tym w czołowych tygodnikach: „Harper’s Weekly” i „Frank Leslie’s Illustrated Newspaper”.
Wraz z postępem technicznym w latach 50. XIX wieku dagerotyp został wyparty przez nowe sposoby wykonywania zdjęć. Brady używał m.in. szklanych negatywów o wymiarach do 22 × 17 cali (a więc kilkakrotnie większych od dagerotypów) powlekanych m.in. albuminą. Później, wraz z nastaniem mody na kolekcjonowanie fotografii, wizerunki znanych postaci wykonywał w formie carte de visite.

## Wojna secesyjna
Wojna secesyjna była pierwszym dokładnie obfotografowanym konfliktem zbrojnym. Została utrwalona przez fotografów na tysiącach zdjęć, które jednak nie przedstawiały bezpośrednich działań wojennych, lecz głównie sceny statyczne, pozowane, poległych, pola po bitwach, działania na tyłach frontu. Wynikało to z ówczesnych możliwości technicznych fotografii, które wymagały naświetlania zdjęcia przez kilka sekund i tym samym uniemożliwiały wykonanie ostrego zdjęcia dynamicznej sceny bitewnej.
Brady – a dokładniej jego dwudziestoosobowy zespół, w tym Gardner i Timothy H. O’Sullivan – fotografował wojnę od samego początku, tzn. od I bitwy nad Bull Run w 1861. Dzięki swoim szerokim znajomościom z politykami zorganizował specjalne wagony do przewozu sprzętu fotograficznego i zaopatrywał członków swojego zespołu w materiały. Ich zdjęcia Brady wystawiał - oferując ich kupno - w swoim studiu, a prasa reprodukowała je na swoich łamach. Zostały również wydane w zbiorze Incidents of the War podpisanym tylko nazwiskiem Brady’ego, co prawdopodobnie wpłynęło na podjęcie przez Gardnera decyzji o opuszczeniu zespołu i rozpoczęciu działania na własną rękę. Jeszcze dzisiaj autorstwo części zdjęć zespołu Brady’ego (a jest ich w sumie ok. 7-8 tysięcy) nie jest pewne i bywa przypisywane kilku fotografom.

## Po wojnie
W czasie wojny Brady wydał 100 tys. $ na zrobienie ok. 10 tys. płyt, licząc na to, że rząd po wojnie je odkupi. Tak się jednak nie stało. Brady w związku z tym popadł po wojnie w problemy finansowe, do których przyczyniła się ogólna sytuacja ekonomiczna i wiążący się z nią spadek zapotrzebowania na portrety. Brady był zmuszony do sprzedaży swojego studia, a w roku 1868 ogłosił bankructwo. Część jego negatywów przejęła Spółka Edwarda i Henry’ego T. Anthonych, a następnie wykorzystywała do publikacji reprodukcji na szeroką skalę. Brady nigdy ich nie odzyskał. W 1940 kupiła je Biblioteka Kongresu. Druga część negatywów pozostawała w rękach Brady’ego do 1871, gdy nabył je rząd. W roku 1875 otrzymał od rządu jeszcze 25 tys. $, ale te pieniądze nie zahamowały już jego upadku.
Brady stracił większość klienteli, a Gardner – jego dawny współpracownik – stał się głównym konkurentem. Popadł w depresję, którą pogłębiła śmierć żony w roku 1887, i w alkoholizm. W 1895 został ranny, w wyniku potrącenia przez tramwaj. Wkrótce później przeniósł się z Waszyngtonu do Nowego Jorku. Komplikacje powypadkowe nie pozwoliły mu na zrealizowanie zaplanowanego pokazu latarni magicznej ze zdjęciami z wojny secesyjnej. Niewiele później, 15 stycznia 1896, zmarł osamotniony na dobroczynnym oddziale Presbyterian Hospital w Nowym Jorku i został pochowany za datki kombatantów 7th New York Infantry na Congressional Cemetery w Waszyngtonie.
Małżeństwo Brady’ego pozostało bezdzietne, dlatego on już od dawna darzył wielkim zainteresowaniem bratanka żony, Levina Corbina Handy’ego, z nadzieją, że ten przejmie jego doświadczenie i warsztat. Mimo zbiednienia jego nadzieje się spełniły.
Dzieła Brady’ego znajdują się w Bibliotece Kongresu, National Portrait Gallery, Uniwersytecie Harvarda, Chicago Historical Society, National Archives i w kolekcjach prywatnych.